# Animus in consulendo liber

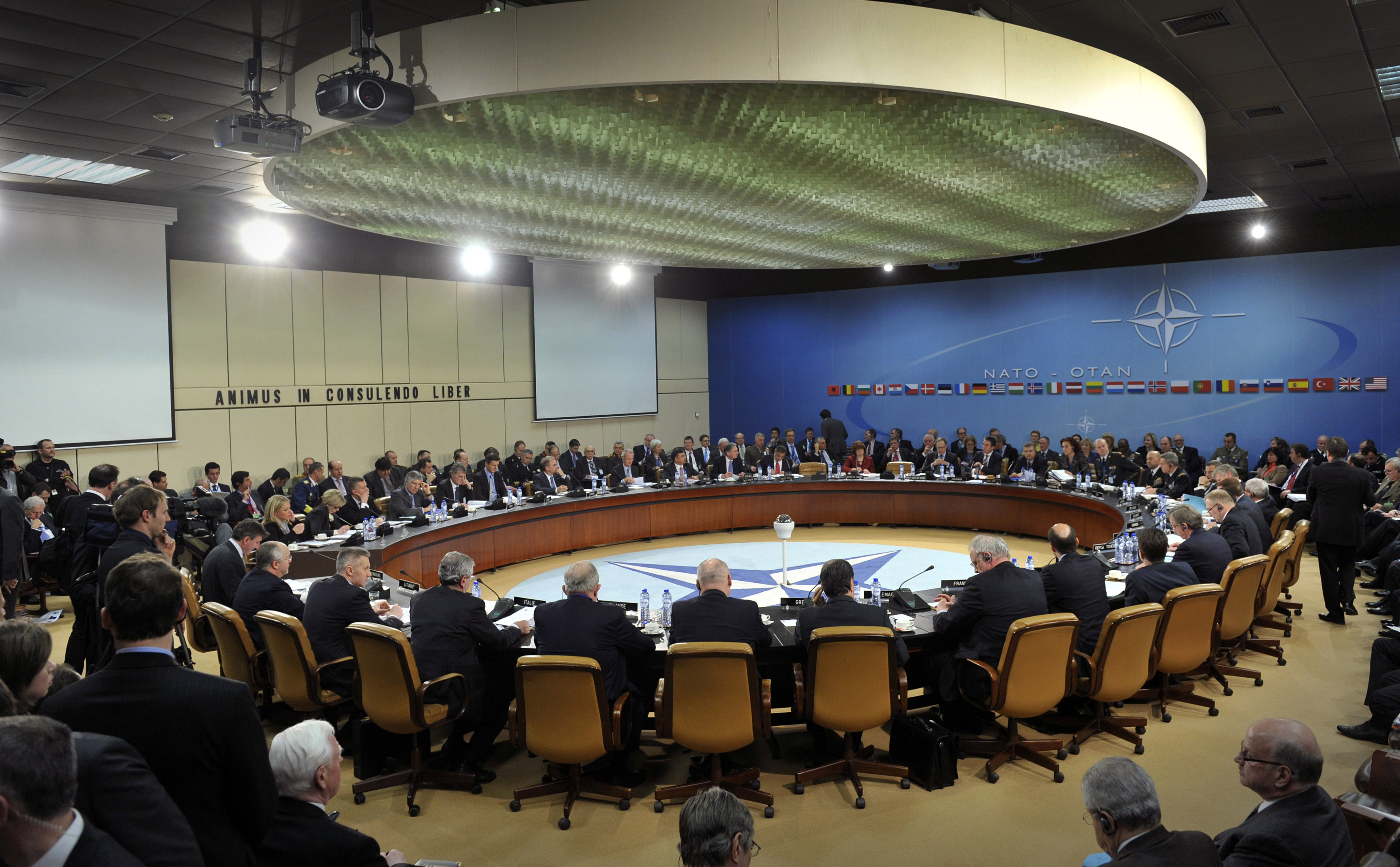
Devise sur le mur de gauche au siège de l'OTAN à Bruxelles, 2013

Animus in consulendo liber ( en latin : « Un esprit libre dans la délibération ») est la devise de l'Organisation du traité de l'Atlantique nord. L'expression est tirée de La Conjuration de Catilina écrite par l'historien romain Salluste, et traduite par Charles Anthon.
La devise a été choisie par le doyen du Conseil de l'OTAN, André de Staercke, pour refléter l'esprit de réflexion et de consultation pensés par le secrétaire général de l'OTAN de l'époque, Paul-Henri Spaak. De Staercke a emprunté cette citation lors de sa visite au Palais du Premier Magistrat à San Gimignano, où « animus in consulendo liber » était gravé sur le siège du Magistrat.
La devise est affichée sur le mur de la salle principale du conseil au siège de l'OTAN à Bruxelles, derrière le siège du président. 
Le contexte original de la phrase de Salluste, qui cite le discours de Caton d'Utique au Sénat romain, est le suivant : « sed alia fuere, quae illos magnos fecere, quae nobis nulla sunt: domi industria, foris iustum imperium, animus in consulendo liber, neque delicto neque lubidini obnoxius ». En français : « Mais il y avait d'autres qualités qui les ont rendus grands [nos ancêtres], que nous ne possédons pas du tout : l'efficacité au pays, un gouvernement juste à l'étranger, dans les conseils un esprit indépendant exempt de culpabilité ou de passion ». 
Dans l'Université Paris Dauphine, ancien siège de l'OTAN, est inscrit dans le hall des amphithéâtres cette devise qui rappelle aux étudiants l'ancienne fonction de ce bâtiment.